# Палац Лопухіна
Палац Лопухіна, також Палац Раллі — палац в Одесі, розташований за адресою Приморський бульв. 11. В приміщенні палацу розташовно готель "Лондонська".

## Історія
У 1826–1828 роках за проектом архітектора Франца Боффо на Бульварній вулиці, 11 (нині Приморський бульвар) у стилі класицизму зведено двоповерховий особняк для князя Петра Лопухіна. у 1851-1853 за проектом Франца Боффо було додано третій поверх. Будинок прикрашено широким ліпним фризом, на третьому поверсі було влаштовано трикутні фронтони. Будинок мав П-подібний план, з боку подвір'я була розташована полуротонда, також будинок мав галереї, що виходили у бік подвір'я. Приморські схили навпроти палацу (територія сучасного Стамбульського парку), також належали Лопухіну. Саме Лопухіним було облаштовано перший сад на території сучасного Стамбульського парку, який був поєднаний із палацом підземних ходом. Вихід із підземного ходу Лопухін облаштовує у вигляді античної колонади, яка тепер не зберігатися.
1899 року Варфоломій Анжелович Анатра (дядько відомого одеського підприємця та будівника літаків Артура Анатри) реконструював старий триповерховий будинок під готель. Проект реконструкції виконав архітектор Юрій Дмитренко, який здебільшого виконував споруди благодійного призначення та церкви. Багато споруд Дмитренка відрізнялись мальовничим і казковим виглядом.

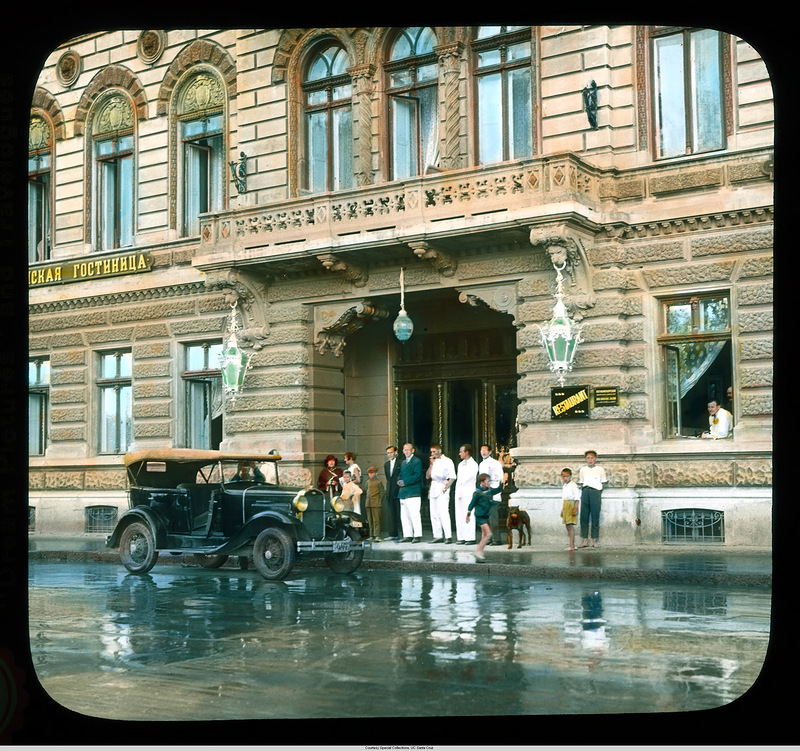
Вигляд палацу в 1931 р.

Реконструкція планувалась кардинальною й полягала не тільки у конструктивних змінах, але й у повному передекоруванні. Фасад було виконано у святкових формах флорентійського ренесансу. Новий фасад порушив стильову єдиність забудови Приморського бульвару, всі будівлі якого до 1890-х років ХІХ ст. були виконані у стилі класицизму та класицизуючого ренесансу.
Першою кардинальною зміною у оздобленні відзначився будинок Лерхе, який було реконструйовано з передекоруванням фасаду 1894 року за проектом архітектора Г. К. Шеврембрандта. На відміну від проекту Шеврембрандта, Дмитренко розробив менш примхливе оздоблення, яке перекликається зі старими класицистичними «палаццо» бульвару. Фасад будинку суцільно рустований стрічкуватим рустом, перший поверх рустований під цоколь за допомогою фактурного русту, руст другого поверху плаский.
Ліпні елементи були застосовані в обмеженому обсязі — у верхній арковій частині вікон другого поверху (картушах) та у вигляді ліпного карнизу під дахом. Ритм фасаду у горизонтальному напрямку задають чотири дуже не глибоких ризаліти у яких розміщені балкони з кам'яною огорожею у неоготичному стилі. Два центральних ризаліти є більш широкими, ніж крайні, у низу правого ризаліту влаштований парадний вихід готелю з двома великими ліхтарями на ланцюгах, а у лівому влаштована прямокутна арка проїзду до подвір'я. На фасаді над балконами другого поверху були влаштовані тримачі прапорів.
У конструктивному плані будинок також перетерпів деякі зміни. Посередині першого поверху був влаштований новий парадний вхід, замість полуротонди дворового фасаду були влаштовані парадні сходи, З боку подвір'я було прибудоване триповерхове крило, яке зачинило подвір'я будинку. У цілому ж будинок зберіг галерейне планування.
Святкове відкриття готелю з освяченням відбулося 31 грудня 1899 року. У будинку також був розташований ресторан «Лондонський», що належав Південної-Російській артілі офіціантів. Будівля готелю «Лондонський» є найяскравішим прикладом будинку у стилі флорентійських палаццо у Одесі, а також одним з самих мальовничих еклектичних будинків міста. В готелі зупинялося багато знаменитостей: бразильський імператор Дон Педру II; Антон Чехов, Олександр Купрін, Роберт Льюїс Стівенсон, Ісідора Дункан; Іван Айвазовський; Дмитро Шостакович та інші.
1988 року завершено останню реставрацію палацу.